# Jeanne Labrosse

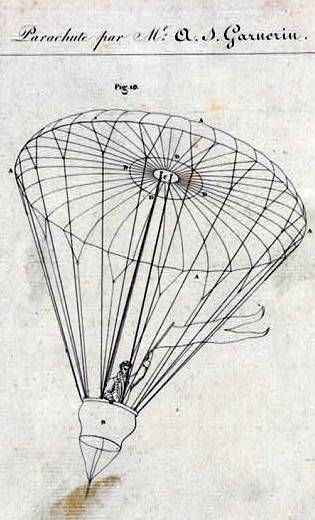
Zeichnung des von Garnerin erfundenen Fallschirms, mit dem Jeanne Labrosse absprang

Jeanne-Geneviève Labrosse (* 7. März 1775; † 14. Juni 1847) war die erste Frau der Welt, die einen Ballon selbstständig fuhr und einen Fallschirmsprung unternahm.
Am 10. November 1798 fuhr sie als erste Frau der Welt einen Ballon.
Am 12. Oktober 1799 unternahm sie als erste Frau der Welt einen Fallschirmabstieg aus 900 Metern Höhe mit dem von ihrem Mann entwickelten Fallschirm. Der Fallschirm war dabei an der Gondel des Ballons befestigt, die nach Abtrennung der Ballonhülle mit Labrosse an Bord zu Boden sank.
Jeanne-Geneviève Labrosse war die Ehefrau von André-Jacques Garnerin, einem Pionier der Entwicklung des Fallschirms.